# Großer Fürstenseer See
Der Große Fürstenseer See liegt am namengebenden Ort Fürstensee, einem Ortsteil von Neustrelitz, in Mecklenburg-Vorpommern. Der Badesee mit einer Fläche von ca. 2 km² und einer mittleren Tiefe von 6,7 m ist Teil der Mecklenburgischen Seenplatte und des Müritz-Nationalparks.

## Geographie/Topographie

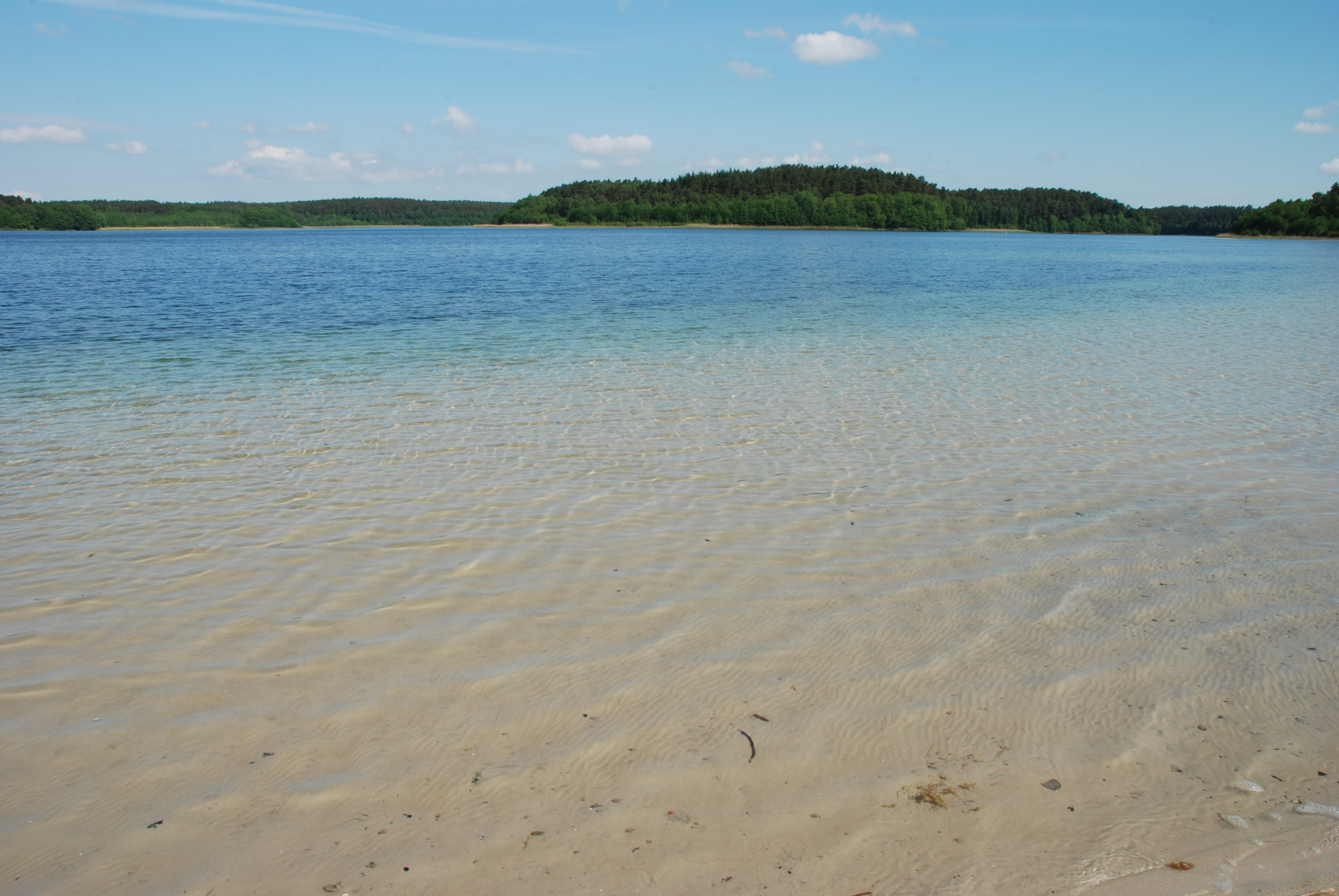
Blick vom Süd-Ostufer auf den Großen Fürstenseer See

Der Große Fürstenseer See befindet sich im Osten des Müritz-Nationalparks, etwa vier Kilometer südöstlich von Neustrelitz (Landkreis Mecklenburgische Seenplatte). Nördlich grenzt das UNESCO-Weltnaturerbe „Alte Buchenwälder um Serrahn“ an den See. Er wird durch eine schmale Halbinsel, den Pankower Ort, in zwei langgestreckte Teile gegliedert, die als parallele Rinnen in Nord-Süd-Richtung verlaufen und im Süden durch eine größere Seefläche verbunden sind. Der See hat eine Gesamtwasserfläche von 252 Hektar. Das große Becken des Großen Fürstenseer Sees ist mit dem kleineren nordöstlich gelegenen Hinnensee durch eine etwa 50 Meter breite und zwei Meter tiefe Verengung verbunden. Die mittlere Wassertiefe des Großen Fürstenseer Sees beträgt 6,7 Meter, wobei die maximale Tiefe im Süden des Hauptbeckens bei 24,5 Meter liegt.

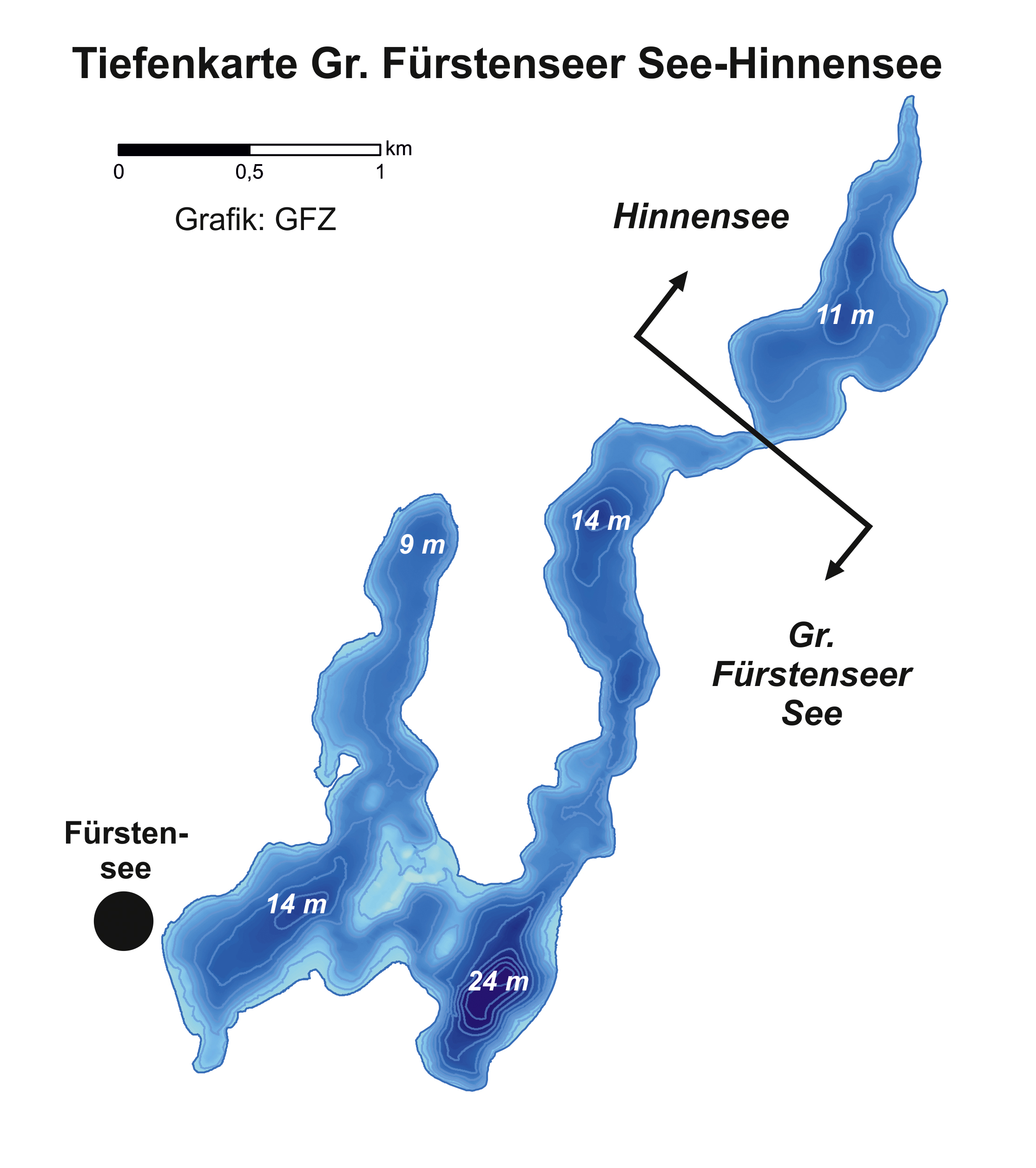
Tiefenkarte

Der dominierend durch Grundwasser und Niederschlagswasser gespeiste See besitzt zwei kleinere anthropogene Zuflüsse aus dem Plasterinsee und dem Großen Schmarssee. Der See hat zwei Abflüsse in Form des Floßgrabens zum Tiefen Trebbower See und eines weiteren Grabens zum Zwirnsee. Der See lässt sich nach der hydrologischen Seeklassifikation als Fließsee einstufen. Als ein mesotropher See mit hoher aquatischer Biodiversität und sehr guter Wasserqualität besitzt er eine besondere Bedeutung für den Natur- und Gewässerschutz, den Tourismus und die Wissenschaft.

## Geologie

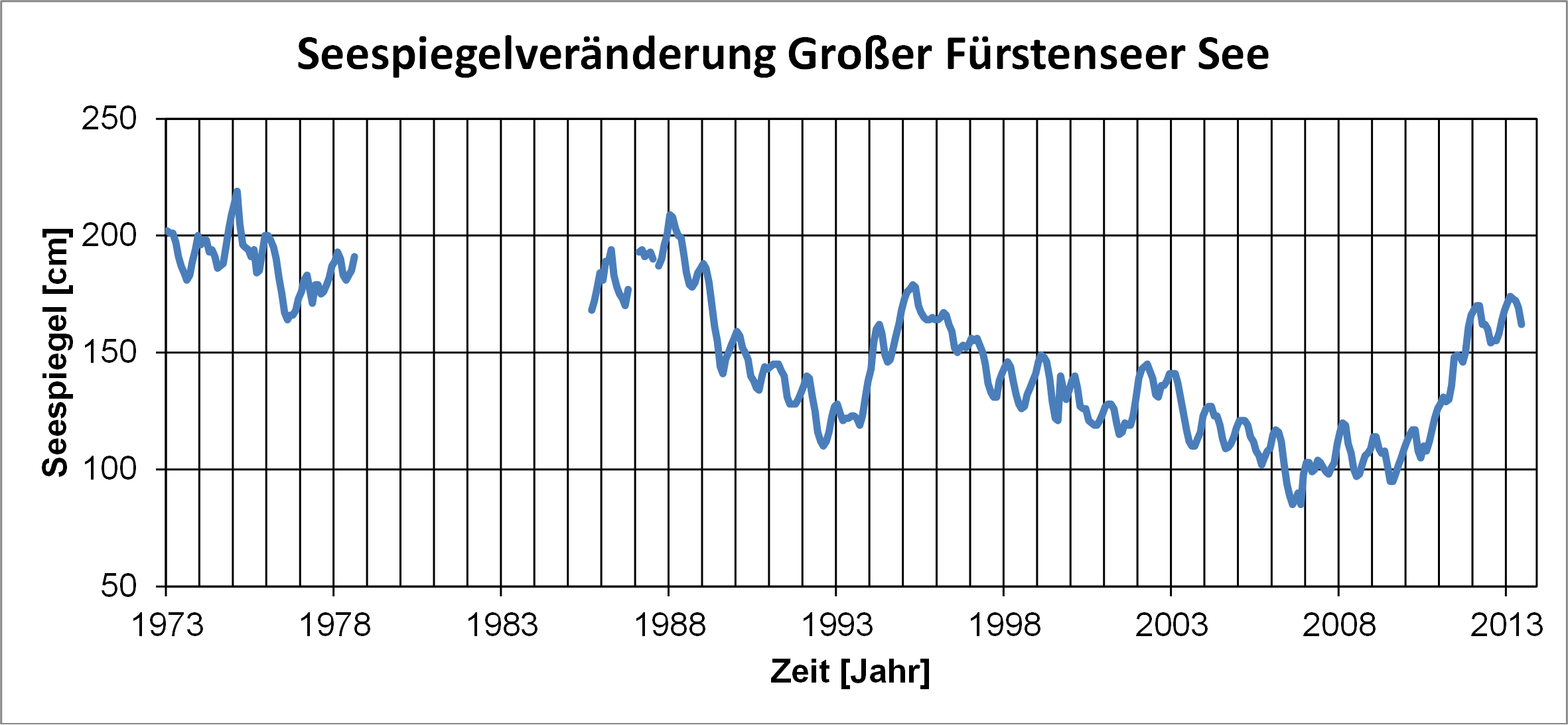
Seespiegelveränderung Großer Fürstenseer See (1973–2013)

Der Große Fürstenseer See ist ein glazial, das heißt durch die Wirkung des Inlandeises und seiner Schmelzwässer entstandener See (Rinnensee). Der See ist vollständig in einen Sander eingebettet, der in seinem nördlichen Teil an die Hauptendmoräne der Pommerschen Eisrandlage des Weichselglazials grenzt. Aufgrund von Bohrungen in benachbarten Seen und Mooren kann auch für den Großen Fürstenseer See eine Entstehung durch Toteistieftauen im Spätpleistozän-Frühholozän angenommen werden. Ein flaches bis flachwelliges Umgebungsrelief mit einer Vielzahl kleinerer und größerer Toteishohlformen dominiert um den See, mit Ausnahme des nördlichen Seeteils, wo der relative Höhenunterschied auf kurzer Entfernung etwa 50 Meter beträgt (Umgebungshöhen bis zu 116 Meter NHN). Eine Vielzahl limnischer Reliefformen, wie Terrassen, Strandwälle und fossile Steilufer, bildet das Ufer des Sees.

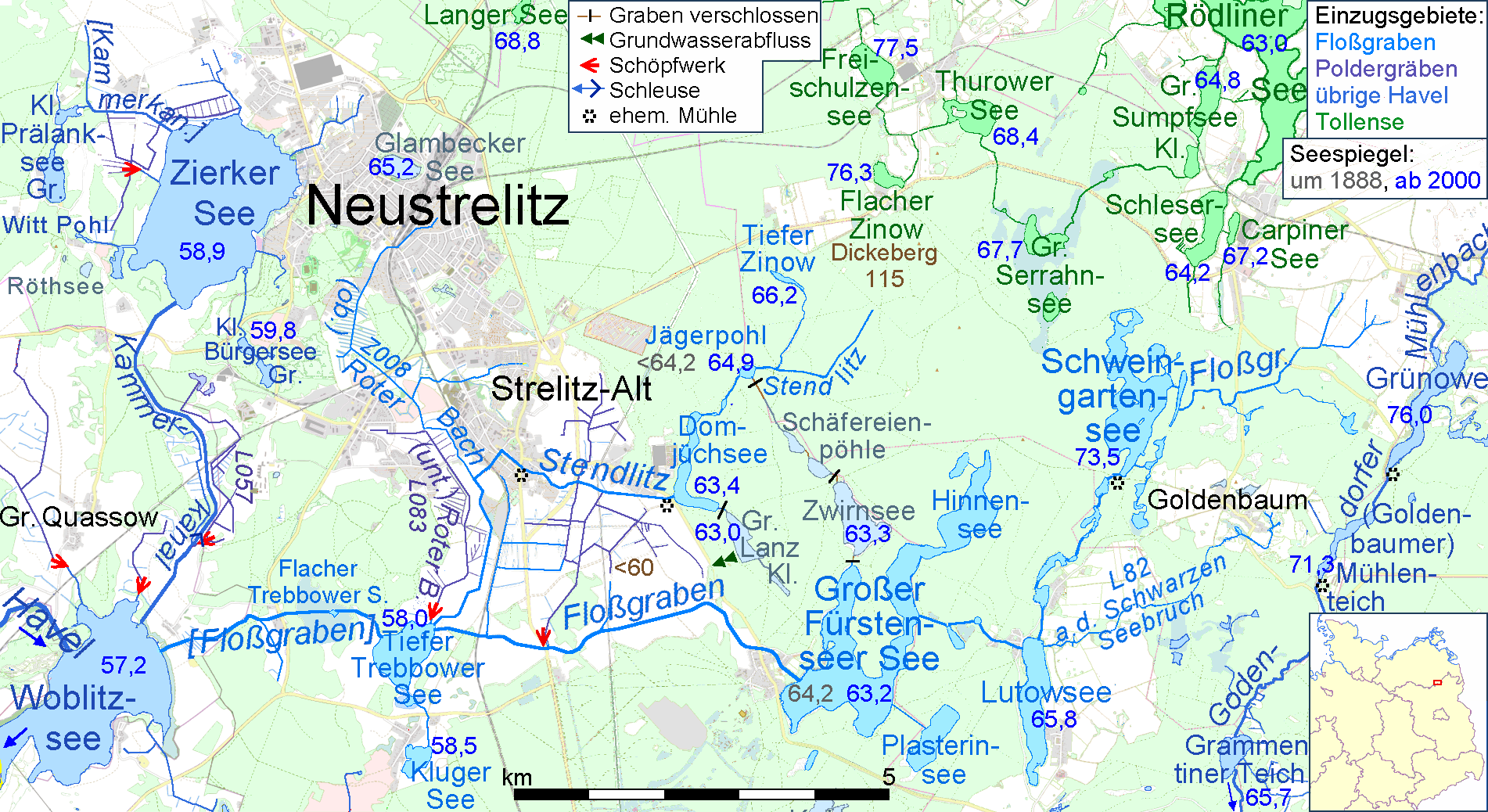
Der Große Fürstenseer See im Verlauf des Floßgabens südöstlich von Neustrelitz

## Limnologie

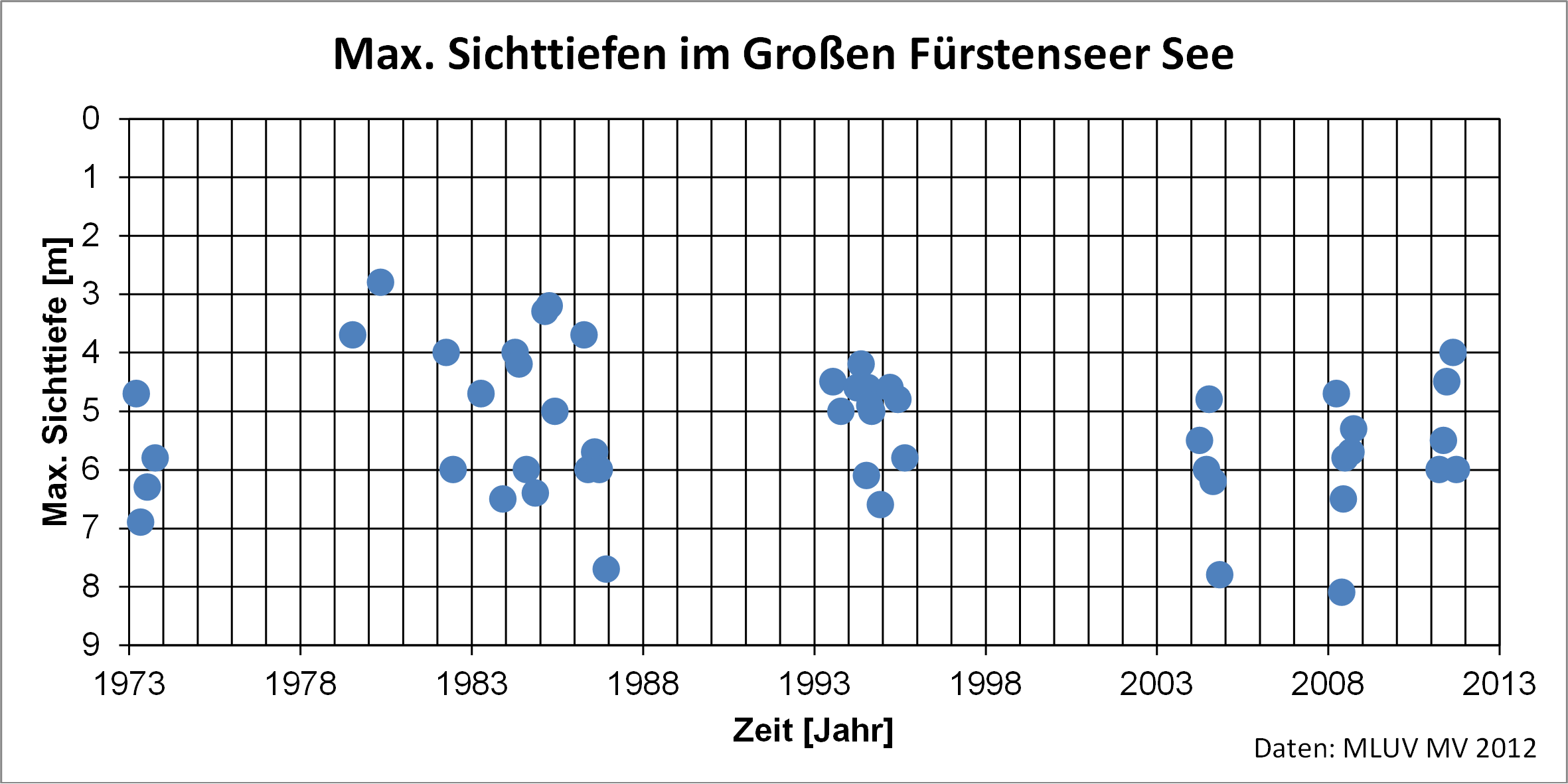
Maximale Sichttiefen im Großen Fürstenseer See (1973–2011)

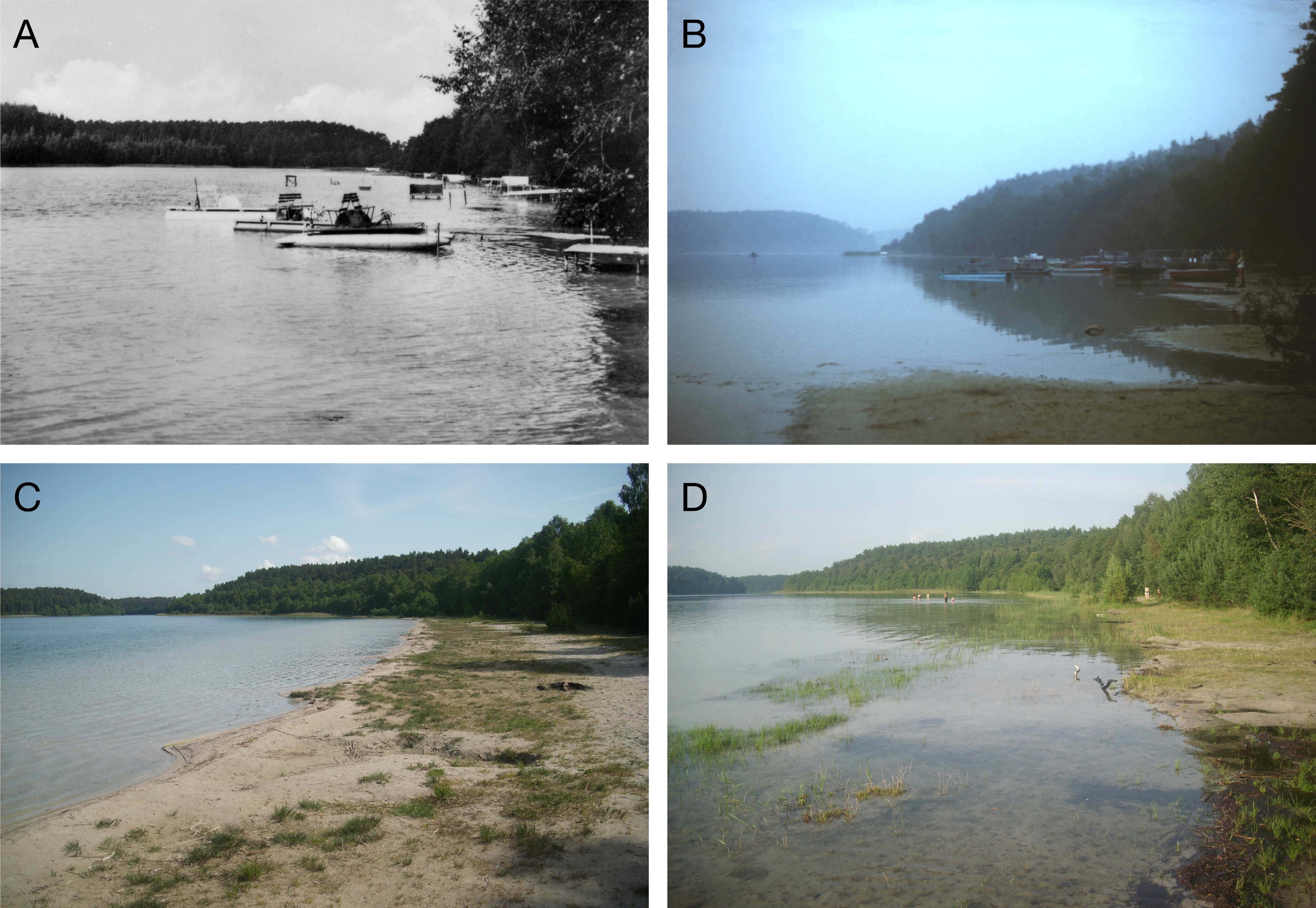
Zustand des Südostufers des Großen Fürstenseer Sees bei gleicher Perspektive zu verschiedenen Zeitpunkten. A: Sommer 1981; B: Sommer 1987; C: Mai 2009; D: August 2011. Erkennbar ist die schrittweise Seespiegelabsenkung und Ausbildung einer Strandsituation bis 2009. Der relativ hohe Wasserstand im August 2011 führte zu einer teilweisen Flutung des Strandes.

Der Große Fürstenseer See liegt heute im Verlauf des annähernd 20 km langen Floßgrabens, der östlich von Carpin entspringt und zuerst den Schweingartensee und den Lutowsee durchströmt. Der heutige Abflussweg wurde erst 1932 angelegt. Vorher erfolgte der Abfluss nach Norden durch Zwirnsee und Schäferei-Pöhle zum Jägerpohl. Dessen Wasserspiegelhöhe ist in älteren Messtischblättern nicht notiert, muss aber niedriger gelegen haben als die heutigen 64,9 (DTK10) bzw. 64,6 (Seenkataster) m ü. NHN. Seit 1990 ist der alte Abflussweg ein Zufluss.
Die Vernetzung der Seen der Region, die vorher isolierte Binneneinzugegebiete gewesen waren, erfolgte im Zusammenhang mit der Errichtung von Wassermühlen. Vermutet wird ein Beginn im 13. Jahrhundert. Urkundlich erwähnt ist jedoch als erste die Domjüchmühle 1636. Die Vernetzung durch Gräben machte den Großen Fürstensees See „aus einem Grundwassersee mit relativ kleinem Einzugsgebeiet zu einem Fließsee mit relativ großem Einzugsgebiet.“ Diese Veränderung wird auch zur Erklärung archäologisch nachgewiesener sehr hoher Wasserstände herangezogen.
Für den Wasserspiegel des Großen Fürstenseer Sees finden sich folgende Angaben: Nach zwei Messtischblättern von 1888 waren es 64,2 m, nach der analogen TK100 von 1996 dann 63,6. Der gleiche Wert wird im MV Seenkataster als langjähriges Mittel angegeben. In den aktuellen DTK steht 63,2 ü. NHN.
Vom Ausfluss des Großen Fürstenseer Sees zum 5½ km entfernten Tiefen Trebbower See durchquert der Floßgraben ein Polderglände, wo er Wasser aus einem Schöpfwerk aufnimmt. Nach 9,5 km Fließweg von der Austrittsstelle mündet er in den Woblitzsee der Havel.
Beim Einzugsgebiet des Großen Fürstenseer Sees unterscheidet man ein größeres oberirdisches (39,5 km²) und in ein kleineres unterirdisches (ca. 20 km²) Einzugsgebiet. Die Grundwasserfließrichtung im Gebiet verläuft von Nordost nach Südwest. Damit bewegen sich die Grundwasserströme in derselben Richtung wie die Oberflächengewässer, was im Endmöränenwall der Pommerschen Vereisung nicht selbstverständlich ist.
Der Große Fürstenseer See hat eine in zwei Meter Tiefe noch zwanzig Meter breite Öffnung zum Hinnensee. Die mittlere Wasserverweilzeit beträgt 5,4 Jahre.
Der pH-Wert des Sees liegt um 8, es herrschen schwach alkalische Verhältnisse. Die tiefste Stelle des Großen Fürstenseer See-Hinnesees ist im Sommer stabil thermisch geschichtet. Hohe Sichttiefen von maximal 8,1 Meter und die nachgewiesene geringe Biomasse-Produktion, sowie der hohe Tiefengradient und die Morphometrie führen dazu, dass der See als mesotroph eingestuft werden kann.

## Klima
Großklimatisch befindet sich der See in einem Gebiet mit ozeanisch-kontinentaler Übergangssituation. Nach Daten der unmittelbar benachbarten Klimastation Neustrelitz des Deutschen Wetterdienstes beträgt die mittlere Jahresdurchschnittstemperatur acht °C und der mittlere Jahresniederschlag 584 mm (Referenzperiode 1961–1990).

## Flora

### Unterwasservegetation
Der Nährstoffgehalt des Wassers und die Konzentration des Planktons sind entscheidend für die Klarheit des Großen Fürstenseer Sees und somit auch das Artenspektrum seiner Unterwasserpflanzen. Von besonderer Bedeutung ist das großflächige Vorkommen von Armleuchteralgen (Characeen) im See. Diese Algen kommen vor allem in kalkreichen, nährstoffarmen Gewässern vor. Während im Großen Fürstenseer See bis 20 Arten vorkommen (untere Makrophytengrenze bei 9 Meter) finden sich im Hinnensee (untere Makrophytengrenze bei 6 Meter) nur fünf Arten.

### Umgebungsvegetation
Die Umgebung des Sees ist im Norden durch Laubwaldbestände (Buchen, Eichen) gekennzeichnet und im Süden durch Nadelwald (Kiefern).

## Fauna

### Fische
Häufige Fischarten im Fürstenseer See sind Hecht (Esox lucius), Europäischer Aal (Anguilla anguilla), Blei (Abramis brama), Flussbarsch (Perca fluviatilis), Kaulbarsch (Gymnocephalus cernua), Plötze (Rutilus rutilus), Rotfeder (Scardinius erythrophthalmus) und Schleie (Tinca tinca). Besonders hervorzuheben ist das Vorkommen der Kleinen Maräne (Coregonus albula). Maränen (Coregonus) gehören zu den Lachsfischen und kommen in klaren, tiefen und sauerstoffreichen Seen vor.

### Vögel
Der Wasservogelbestand auf dem Fürstenseer See setzt sich hauptsächlich aus Bleßralle (Fulica atra), Stockente (Anas platyrhynchos) und Haubentaucher (Podiceps cristatus) zusammen, zudem kommt die Schellente (Bucephala clangula) vor. In den Schilfflächen am Uferbereich leben Kleinvogelarten wie Teich- und Drosselrohrsänger (Acrocephalus scirpaceus, A. arundinaceus), Rohrammer (Emberiza schoeniclus) und Eisvogel (Alcedo atthis). Die Rohrdommel (Botaurus stellaris) hält sich ebenfalls im Uferbereich auf.
Durch die Lage des Fürstenseer Sees inmitten des Müritz-Nationalparks mit seinen ausgedehnten Wäldern bietet der See einen ausgezeichneten Lebensraum für See- (Haliaetus albicilla) und Fischadler (Pandion haliaetus).

### Säugetiere
An die Gewässer gebundene Säugetiere im Gebiet sind der Fischotter (Lutra lutra) und der Europäische Biber (Castor fiber). In den Wäldern der Umgebung lebt als größtes Säugetier der Rothirsch (Cervus elaphus). In jüngster Zeit (2012, 2013) wurde der Wolf (Carnis lupus) nachgewiesen.

## Geschichte

### Siedlungsgeschichte
Die Seeumgebung wird, nachgewiesen anhand von Bodenfunden, mindestens seit der Mittleren Steinzeit durch den Menschen besiedelt. Seit der Jungsteinzeit verändert der Mensch durch seine Landnutzung (Ackerbau, Viehzucht) die Vegetation und den Wasserhaushalt der Region. Das Dorf Fürstensee wurde urkundlich das erste Mal 1283 erwähnt.  Seit dem Mittelalter veränderten zunehmender Bedarf an Bau- und Brennholz, Holzkohle und Teer den Wald. Mit der Einführung geregelter Forstwirtschaft, wurden seit dem 18. Jahrhundert mittels großflächiger Kiefernpflanzungen Wälder neu begründet und mehrere Waldgenerationen lang als Monokultur genutzt. Teile des Seeeinzugsgebietes weisen naturnahe Waldbestände auf, die seit etwa 200 Jahren vor allem jagdwirtschaftlich genutzt wurden.

## Tourismus
Der See hat mehrere Badestellen, darunter eine im Dorf Fürstensee und eine am Südostufer des Sees. Aus Naturschutzgründen ist die Nutzung des Sees durch Motorsportboote und das Tauchen mit Atemgeräten nicht gestattet. Angeln ist eingeschränkt möglich.

## Wissenschaft/Forschung

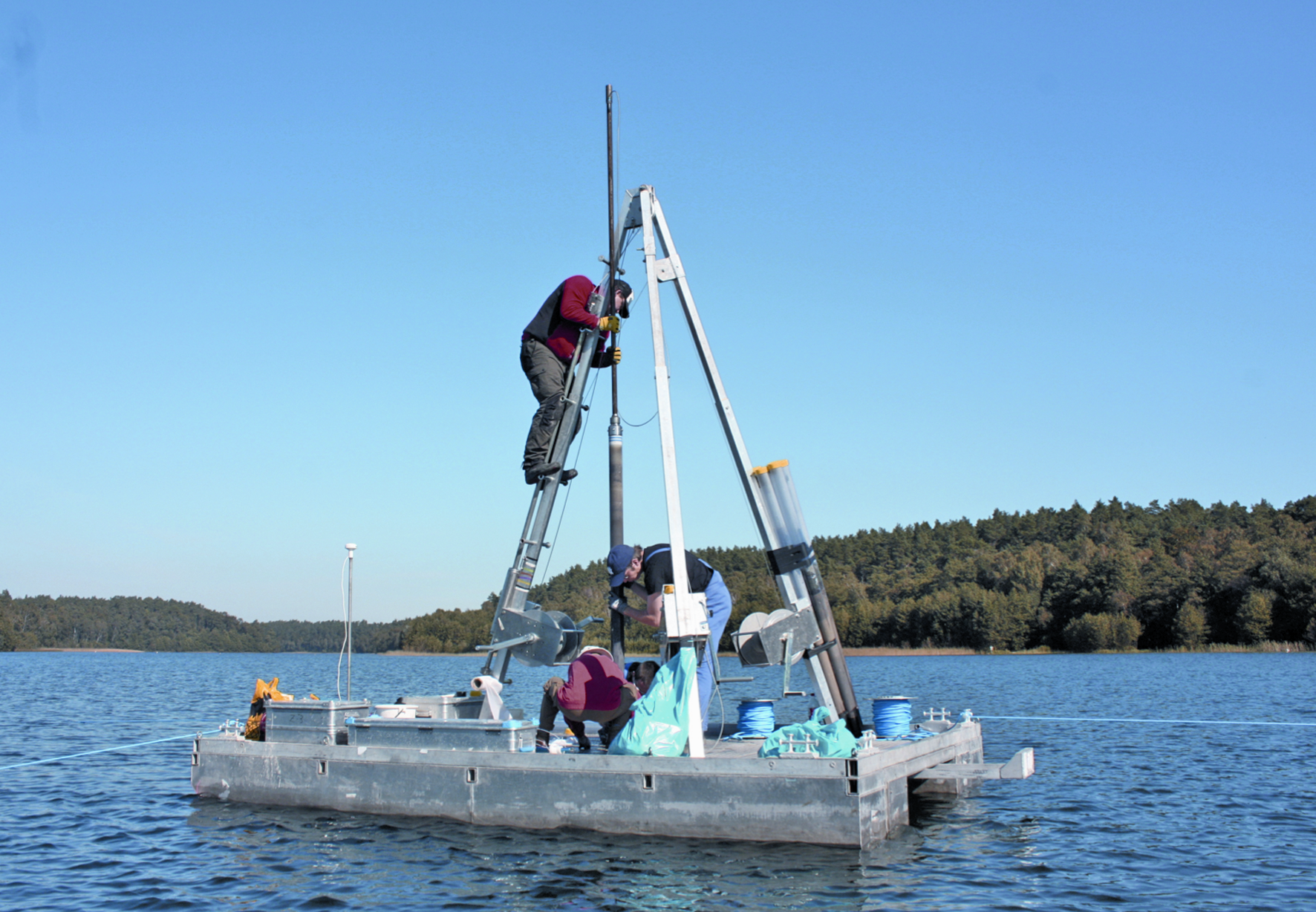
Bohrplattform zur Seesedimentgewinnung auf dem Großen Fürstenseer See

Im Großen Fürstenseer See stand bislang vor allem die limnologische Forschung, speziell die Untersuchung der Unterwasservegetation im Mittelpunkt. Seit 2010 wird der See und sein Einzugsgebiet intensiv im Rahmen der beiden Forschungsvorhaben der Helmholtz-Gemeinschaft „TERENO Nord-Ost“ und „ICLEA“ durch das Deutsche GeoForschungsZentrum und in enger Kooperation mit dem Nationalparkamt Müritz untersucht. Dabei werden unter anderem Forschungen zur Hydrologie, Dendrochronologie sowie See- und Wasserhaushaltsgeschichte durchgeführt. Wissenschaftliche Ziele sind das Monitoring und die Analyse sich verändernder Umweltbedingungen in Folge des Globalen Wandels.

## Populärwissenschaft, Belletristik und Fotografie
Der See war bereits mehrfach Gegenstand von populärwissenschaftlichen, belletristischen und fotografischen Publikationen.
Zur Entstehung des Gebietes, aber auch zur Flora und Fauna in und um den Großen Fürstenseer See, gibt das Buch Serrahn-Weltnaturerbe im Müritz Nationalpark von Hans-Jürgen Spieß und Peter Wernicke Aufschluss.
Der Autor Marco Lehmbeck schrieb über seine Kindheitserlebnisse, die zu großen Teilen am Großen Fürstenseer See und in seinem Heimatort Neustrelitz spielen. Im Zuge einer Literaturpreisvergabe der Annalise-Wagner-Stiftung wurde seine Kurzgeschichte Familie im Sommer im Kahn ausgezeichnet.
In dem Fotobildband Müritz-Nationalpark. Hommage an eine Landschaft von Sandra Bartocha und Peter Wernicke werden die Jahreszeiten im Nationalpark widergespiegelt. Der Fürstenseer See findet hier Erwähnung. Des Weiteren zeigt Lars Hoffmann in Die Mecklenburgische Seenplatte. Wasser/Land/Licht Luftaufnahmen und Landschaftspanoramen des Sees.